# Carditis
Carditis is een verzamelnaam voor ontstekingen van de hartspier en de bij het hart behorende weefsels.
Het wordt over het algemeen door onderzoekers en medisch behandelaars ingedeeld in de volgende varianten:
- Pericarditis is een ontsteking aan het pericard, ook wel hartzakje genoemd.
- Myocarditis is een ontsteking aan de hartspier zelf.
- Endocarditis is een ontsteking aan het endocard, ook wel hartvlies genoemd.
- Pancarditis verwijst naar een ontsteking van het hele hart: zowel het endocard, het pericard en de hartspier.

## Carditis naar ziektebeeld

### Lymecarditis
Een specifieke vorm van carditis is lymecarditis. Deze vorm van carditis wordt teweeggebracht door bacteriën die de ziekte van Lyme veroorzaken. Deze bacteriën dringen het hartweefsel binnen en richten daar een ontsteking aan. Deze ontsteking kan het normaal verlopen van elektrische signalen van de bovenste hartkamer naar de onderste hartkamer verstoren, en zo het hartritme ontregelen. Deze aandoening kan snel verergeren. Mensen die aan deze lymecarditis lijden, kunnen last hebben van een licht gevoel in het hoofd, kortademigheid, pijn in de borst en hartkloppingen.